# جون تايلور دوغلاس
جون تايلور دوغلاس هو سياسي كندي، ولد في 28 أكتوبر 1892، وتوفي في 19 فبراير 1976. انتخب عضو المجلس التشريعي من ساسكاتشوان.